# Ustecinumab
Ustecinumab (no Brasil: ustequinumabe), nome comercial Stelara é um anticorpo monoclonal IgG1κ anti interleucina (IL)-12/23 humano e é utilizado para o tratamento da psoríase. É utilizado em pacientes que não obtiveram exito com tratamentos anteriores utilizando ciclosporina, metotrexato e psolareno (PUVA).

## Mecanismo de ação
Atua inibindo a atividade da interleucina, concretamente a IL-12 e IL-23, impedindo a união destas aos linfócitos T e células NK, evitando a ativação deste mecanismo imunitário. Acredita-se que as interleucinas possuem grande importância durante a cascata de fenômenos bioquímicos que conduzem a aparição da psoríase.